# Guldrivulus
Guldrivulus (Anablepsoides urophthalmus) är en fiskart som beskrevs av Günther, 1866. Guldrivulus ingår i släktet Anablepsoides, och familjen Rivulidae. Inga underarter finns listade i Catalogue of Life.